# Tierra Santa

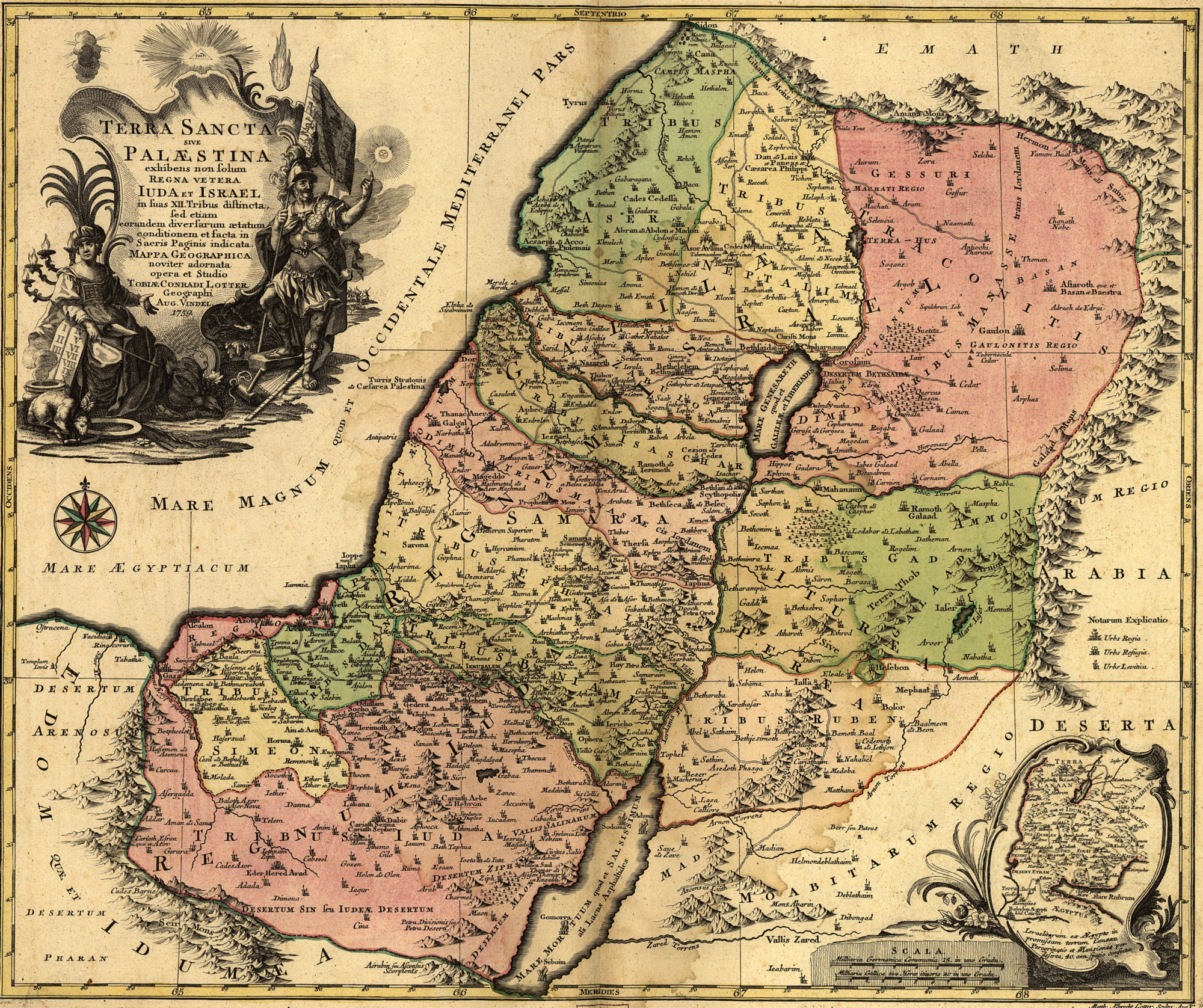
Mapa de "La Tierra Santa" realizado por el geógrafo alemán Tobias Conrad Lotter en 1759.

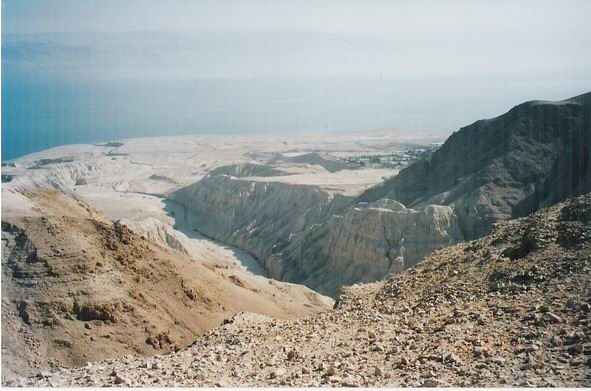
Vista del mar Muerto, la mayor depresión de la tierra —hasta 400 metros bajo el nivel del mar— y principal escenario de las revelaciones monoteístas.

La Tierra Santa es el territorio geográfico que comprende todos los sitios en los cuales se desarrollaron escenas bíblicas tanto en el Antiguo como en el Nuevo Testamento. El concepto tiene una evolución evidenciada en las mismas Escrituras. Para algunas fuentes bíblicas se circunscribe a la Tierra Prometida, término que tiene a su vez diversas interpretaciones; para otros, se refiere a todos los territorios en los cuales se desarrollaron algunas escenas bíblicas.

## Nombre
El nombre de «Tierra Santa» hace referencia a un hecho histórico y religioso de sacralidad de la tierra, según el concepto judeocristiano. La «tierra» se hace «santa» cuando entra en el plan divino de la salvación, de la misma forma que se habla de «hombres santos», «mujeres santas» y «lugares santos». En tal caso, la santidad no tiene su origen en el objeto o sujeto, sino en la divinidad.

## Historia
La historia de Tierra Santa tiene por objeto satisfacer la necesidad espiritual, fortificar las creencias (da una idea del pueblo hebreo y resume la vida y predicación de Jesucristo), y fundamenta los Santos Lugares. Según la definición de Historia como la enseñanza de la vida, la historia de Tierra Santa se basa exclusivamente a la enseñanza religiosa de la religión y de los Santos Lugares.

## Geografía
Contemporáneamente, se entiende como Tierra Santa todos los lugares en los cuales se desarrollaron escenas bíblicas tanto de la Tanaj (Antiguo Testamento) como del Nuevo Testamento. Semejante definición crea un rango bastante amplio, que a su vez tiene diferentes divisiones. En tal caso, Tierra Santa comprende territorios en menor o mayor grado de los siguientes países modernos:
- Palestina, especialmente Cisjordania (Judea y Samaria).
- Israel.
- Líbano.
- Egipto, territorio de la estadía del Pueblo elegido por 400 años y posteriormente territorio del surgimiento del monaquismo cristiano.
- Irak, la antigua Caldea, tierra natal de Abraham y posteriormente de otras muchas escenas bíblicas.
- Siria, territorio de antiguas rivalidades nacionales contra Israel (los asirios), tierra de refugio del profeta Elías en Sarepta, tierra de la conversión de Pablo de Tarso y sede de una de las primeras iglesias históricas: la Iglesia Asiria de Oriente.
- Turquía, Grecia y Creta; es decir, la Hélade o territorio de la antigua civilización griega, sede de una de las primeras iglesias históricas: Antioquía.

Otros territorios en menor medida podrían ser considerados bíblicos, pero tienen más una relación por extensión como la península Itálica, centro fundamental del Imperio romano y en donde dice la tradición que murieron los apóstoles Pedro y Pablo, padecieron el martirio los primeros cristianos e innumerables judíos, y se dio el surgimiento de destacados Padres de la Iglesia y del rabinismo. Pero el territorio italiano pertenece más al desarrollo de las dos religiones hermanas de nuestra era que a los relatos bíblicos en sí y, por lo tanto, no entra estrictamente en la categoría de Tierra Santa.

## Sitios destacados
Dentro del territorio destacan los denominados Santos Lugares, que son las regiones más importantes de Tierra Santa:
- Jerusalén: Conocida también como la Ciudad Santa por las tres religiones monoteístas —judía, cristiana y musulmana— es quizás el sitio más importante de Tierra Santa. Es el centro filosófico, histórico y poético del cristianismo.[1] En este lugar nació la religión.[1] En esta región se destaca Sion, Líbano, Cedrón y el Jordán.[1]
- Belén: Ciudad natal del rey David y de Jesús. Es el lugar más visitado por los misioneros.[1]
- Nazaret: Ciudad donde creció Jesús.
- Monte Sinaí: Monte en la península homónima donde sucede la revelación divina a Moisés y elección de Israel.
- Río Jordán: Tiene que ver con muchos hechos y personajes bíblicos como Josué, Elías y Jesús. Divide, además, el concepto más estricto de la Tierra Prometida al oeste y dividió la colonia romana de "Palestina" de la llamada Decápolis.
- Mar de Galilea: Llamado también Lago de Genesaret o Lago Tiberíades, tiene que ver con los primeros acontecimientos de la vida pública de Jesús y la elección de los doce apóstoles.
- Desierto de Judea: Como el río Jordán, tiene que ver con muchísimas escenas y personajes bíblicos, batallas, manifestaciones divinas, profetas y otros acontecimientos.

Esta tierra es todo un símbolo para el cristianismo; además, es la Tierra Prometida del judaísmo, y según el islam donde se encuentra el Domo de la Roca y el lugar hasta donde cabalgó Mahoma en sueños en un caballo alado subiendo hasta el cielo por Jerusalén. Por esta misma razón, siempre ha sido una fuente de conflictos religiosos y culturales. Hoy en día, la población de cristianos en Tierra Santa es solamente del 5% (la mayoría es palestina).
Alrededor del siglo XI, las tribus turcas se convirtieron al islam y se lanzaron a la conquista de Tierra Santa; conquistaron los Santos Lugares de manos de sus nativos musulmanes y los cerraron al peregrinaje cristiano porque querían demostrar al mundo que eran más musulmanes que los mismos árabes.
Por las inclemencias y peligros del viaje por vía terrestre desde Europa occidental, todas las peregrinaciones se solían hacer por mar. Fue en 1018 que el rey San Esteban I de Hungría otorgó un paso seguro a los peregrinos por tierra a través de sus dominios. A partir de ese momento, millones de personas y varios ejércitos cruzados cruzaron hasta Tierra Santa desde Francia, Alemania, Italia e Inglaterra a través del Reino de Hungría, convirtiéndose este en un Estado de paso sumamente transitado después de Constantinopla.
A finales del siglo XI, el papa Urbano II, al oír la noticia del peligro en que se hallaba Tierra Santa, se enervó. Esta estaba en manos de infieles desde el siglo VII, pero, además, ahora ni tan siquiera podía ser visitada por los cristianos. Urbano hizo una llamada a la Guerra Santa y se formó la Primera Cruzada en Clermont-Ferrand. Los corazones de los caballeros allí reunidos se emocionaron con las palabras de Urbano y gritaron al unísono Deus Volt: "Dios lo quiere, Dios lo quiere", y a los pocos meses masas de pobres y campesinos se lanzaron con sus rústicas armas a la conquista de Tierra Santa. Esto no era lo ideado por Urbano, pero no lo impidió. Así, junto a Pedro el Ermitaño, marcharon por tierra usando las rutas de peregrinación, pero muchos de ellos sumidos en el hambre, y otros que buscaban solo botines y robar, comenzaron a causar estragos en el reino de Hungría. Ante esto, el rey Colomán de Hungría organizó sus ejércitos para defender sus tierras, y pronto contuvo a los invasores ladrones, muchos de los cuales fueron exterminados. Otros regresaron a su tierra, y otros conducidos por nobles franceses más respetables firmaron acuerdos con el rey húngaro, pasando sin causar el caos.
La Cruzada popular fue un desastre, pero entonces se formó otra, la llamada Primera Cruzada, integrada por nobles feudales. Cruzaron Europa y en 1099 conquistaron la Tierra Santa al tomar Jerusalén, Antioquía, San Juan de Acre, Ascalón, Tiberíades, Edesa, Tiro y demás ciudades situadas desde el sur de Turquía hasta el Sinaí en una cadena de estados denominados las Tierras de Ultramar, los Reinos Cruzados o los Reinos Latinos.
Le siguieron siete cruzadas más, todas con mucho menor éxito que ésta.
Actualmente, el conflicto por Jerusalén y Tierra Santa no es entre musulmanes y cristianos, sino entre israelíes y árabes.